# Gordius stellatus
Gordius stellatus är en djurart som tillhör fylumet tagelmaskar, och som beskrevs av Linstow 1906. Gordius stellatus ingår i släktet Gordius, och familjen Gordiidae. Inga underarter finns listade i Catalogue of Life.